# Sarah Vaughan
Sarah Lois Vaughan (født 27. marts 1924 i New Jersey, død 3. april 1990 i Californien, USA) var en amerikansk jazz-sangerinde.
Vaughan grupperes undertiden med sangerinder som Billie Holiday og Ella Fitzgerald. I modsætning til disse to sang hun mere i bebop stil, og var som Fitzgerald, en dygtig scatsangerinde.
Vaughan har sunget med bl.a. Earl Hines, Count Basie, Dizzy Gillespie, Charlie Parker, Miles Davis, Quincy Jones og Clifford Brown.